# Pennikarivier
Pennikarivier (Zweeds – Fins: Pennikajoki) is een rivier annex beek, die stroomt in de Zweedse  gemeente Kiruna. De rivier ontwatert het Pennikameer en stroomt naar het noorden weg. Ze is 17.130 meter lang. Ten zuiden van Vittangi stroomt ze de Puolisrivier in.
Afwatering: Pennikarivier → Puolisrivier → Torne → Botnische Golf